# Furfural
Le furfural est un composé organique industriel qui est le dérivé de divers produits secondaires agricoles comme le maïs, le son d'avoine et de blé, et la sciure. Le nom furfural vient du mot latin furfur, qui signifie son, par référence à la source la plus courante.
Le furfural est un aldéhyde hétérocyclique, avec la structure cyclique (furane) indiquée à droite. Sa formule brute est C5H4O2. À l'état pur, c'est un liquide huileux incolore à l'odeur d'amande, mais il jaunit rapidement au contact de l'air.

## Histoire
Le furfural a été pour la première fois isolé en 1832 par le chimiste allemand Johann Wolfgang Döbereiner, comme produit secondaire de la synthèse de l'acide formique.
Il a été produit commercialement pour la première fois en 1922.

## Répartition
Le furfural a été détecté chez plusieurs espèces : Coffea spp., Sophora japonica, Brassica hirta, etc.

## Production
Le furfural est produit industriellement à partir de sous-produits de l'agriculture tels que les restes de la production de maïs, le son de blé ou d'avoine, ou encore la sciure de bois. Ces sous-produits végétaux contiennent des hémicelluloses particulièrement riches en xylanes qui sont hydrolysés en xyloses par catalyse acide dans un réacteur sous pression. Les xyloses ainsi obtenus sont déshydratés pour former le furfural. Un rendement jusque 10% par rapport à la masse originale de matière végétale peut être atteint pour la production de furfural.

## Propriétés physico-chimiques
Le furfural, fraichement distillé, est aux conditions normales de pression et de température un liquide incolore avec une odeur pénétrante d'amande, qui devient plus sombre après exposition à l'air ou après une longue durée de stockage. Le furfural est miscible avec la plupart des solvants organiques mais seulement en très faible quantité avec les hydrocarbures saturés aliphatiques.

## Utilisations
Le furfural est utilisé comme solvant en raffinage pétrochimique pour séparer les diènes (utilisés notamment pour fabriquer le caoutchouc synthétique) des autres hydrocarbures.
Le furfural, avec son odeur épicée et amandée, est utilisé dans la fabrication d'arômes chocolat, caramel, beurre, noix, cannelle, café, pain ou bien de liqueur.
Le furfural, ainsi que son dérivé l’alcool furfurylique, peut être utilisé seul ou en association avec le phénol, l’acétone, ou l’urée pour fabriquer des résines. Ces résines sont utilisées dans la fabrication des fibres de verre, de certains pièces d’avions, et de freins dans l’industrie automobile.
Le furfural est également utilisé comme intermédiaire de synthèse pour la production de solvants comme les furanes et le tétrahydrofurane. L’hydroxyméthylfurfural a été identifié dans une grande variété d'aliments transformés par la chaleur.

## Sécurité

### Effets aigus
Lorsqu'il est ingéré ou inhalé, le furfural peut provoquer des symptômes similaires à ceux rencontrés lors de l’intoxication par différents solvants, notamment une certaine euphorie, des maux de tête, des étourdissements, des nausées et, dans les cas extrêmes, la perte de conscience et la mort par  insuffisance respiratoire. Le contact avec le furfural irrite la peau et les voies respiratoires et il peut provoquer un œdème pulmonaire.

### Effets chroniques
L'exposition cutanée chronique peut entraîner une allergie cutanée à la substance, ainsi qu’une photosensibilisation. Dans les études de toxicité expérimentale, le furfural s’est révélé mutagène et a provoqué des tumeurs ainsi que des lésions du foie et des reins chez l’animal.